# اکسل یونی
اکسل یونی (انگلیسی: Axel Ljung؛ ۳۱ مارس ۱۸۸۴ – ۵ فوریه ۱۹۳۸) ژیمناست اهل سوئد بود.